# ŽRK Tvin Virovitica
ŽRK Tvin iz Virovitice je jedan od najboljih hrvatskih rukometnih klubova u ženskoj konkurenciji. 

Osnovan je 1949. godine, a više je puta mijenjao ime: 
- Mladost (1949. – 1950.)
- Lokomotiva (1950. – 1964.)
- Drvodjelac (1964. – 1973.)
- Virovitica (1973. – 1974.)
- TVIN (1974. – danas); povremeno i Tvin-Trgocentar

## Uspjesi
- Prvenstvo Jugoslavije
  - prvakinje: 1955., 1958.
  - doprvakinje: 1954., 1959.

- Prvenstvo Hrvatske
  - doprvakinje: 2000.

- Prvenstvo SR Hrvatske
  - prvakinje: 1952., 1954., 1955., 1965., 1968., 1972.

- Kup Hrvatske
  - finalistice: 2004., 2005., 2006.

## Podaci
- Dvorana: Tehnička škola Virovitica
- kapacitet: 1600 mjesta

- Trener: Franjo Meter
- Predsjednik kluba: dr. Slobodan Jančevski